# Dolly Dearest
Dolly Dearest (conocida en España como Dolly Dearest (Jugando a Matar), en México como Dolly: La muñeca asesina y en Argentina como Mi querida Dolly) es una película de terror estadounidense producida por Channeler Pictures y distribuida por Trimark Pictures en 1991. Originalmente iba a ser lanzada directamente a vídeo, sin embargo tuvo un muy limitado lanzamiento en cine en algunas partes. La película está protagonizada por Denise Crosby, Sam Bottoms y Rip Torn.
La película se estrenó en algunos países como Child's Play 4: Dolly Dearest.

## Argumento
La familia Wade acaba de mudarse de Los Ángeles a México. Ellos acaban de invertir en una abandonada fábrica de muñecas, pero llegan con la ambición de levantarla, convirtiéndola en una novedosa fábrica de muñecas con el nombre de Dolly Dearest. Sin embargo, desconocen que muy cerca del lugar hay unas ruinas abandonadas de las cuales se libera un espíritu maligno que se apoderará de las muñecas de la fábrica.
La pequeña Jessica Wade se siente triste por haber dejado a todos sus amigos atrás, sin embargo un día de visita a la fábrica descubre una de las muñecas con la que decide quedarse y a la cual le pone el nombre de "Dolly". Ella está muy feliz porque finalmente tiene algo con que entretenerse, pues el lugar es muy aislado y no tiene muchas personas con las cuales relacionarse.
Pero Marilyn Wade, la madre de Jessica, empieza a preocuparse al notar que su hija está pasando mucho tiempo con la muñeca y que además empieza a actuar muy extrañamente; comportándose de manera agresiva cuando siente la presencia de objetos cristianos, prefiriendo estar sola con Dolly, haciendo dibujos extraños y además afirmando que la muñeca es quien la motiva a hacer dichos dibujos.
La familia ignora totalmente lo que se oculta tras las muñecas. Sin embargo cuando empiezan ocurrir terribles asesinatos en la casa y en la fábrica se dan cuenta de que están siendo víctimas de una maldición Sanzian que busca apoderarse de la pequeña Jessica para diabólicos planes. La familia Wade debe actuar rápido antes de que sea demasiado tarde.

## Producción
La película es una producción de Channeler Enterprises y Dolly Dearest Productions; 
la acción está ambientada en México, pero la película se rodó en Estados Unidos, concretamente en localizaciones de Santa Clarita, California. 

## Reparto
- Denise Crosby ... Marilyn Wade
- Sam Bottoms ... Elliot Wade
- Rip Torn ... Karl Resnick
- Chris Demetral ... Jimmy Wade
- Candace Hutson ... Jessica Wade (como Candy Hutson)
- Lupe Ontiveros ... Camilla
- Enrique Renaldo ... Estrella
- Alma Martínez ... Alva
- Will Gotay ... Luis
- Reneé Víctor ... Monja en el convento
- Luis Cortéz ... Peter
- Jaime Gómez ... Hector
- Brass Adams ... Bob Larabe

## Clasificación
La MPAA clasificó con una R a la película por su contenido violento en las escenas de horror.

## Estreno
- Estados Unidos: 18 de octubre de 1991
- México: 20 de febrero de 1992
- Japón: 25 de noviembre de 1992 (estreno en video)

## Títulos
Se conoce a la película como:
- Título original en Estados Unidos: Dolly Dearest
- Alemania: Dolly Dearest - Die Brut des Satans
- Argentina Dolly Dearest
- Brasíl: Boneca Assassina
- España: Dolly dearest (Jugando a matar)
- Finlandia: Nukke jonka kanssa ei leikitä
- Grecia: Ta paihnidia tou tromou (DVD)
- Italia: La bambola che uccide
- México: Dolly: La muñeca asesina
- Polonia: Ukochana laleczka
- Portugal: A Boneca Diabólica